# Keith Gledhill
Keith Gledhill (16 febbraio 1911 – 2 giugno 1999) è stato un tennista statunitense.

## Carriera
Arrivò in finale agli Australian Championships nel 1933 ma ne uscì sconfitto da Jack Crawford. Fu, comunque, un buon doppista, capace di trionfare due volte nei tornei dello Slam.

## Finali del Grande Slam

### Perse (1)
| Anno | Torneo                   | Avversario in finale | Risultato          |
| 1933 | Australian Championships | Jack Crawford        | 2–6, 7-5, 3-6, 2-6 |